# Seznam letalskih asov Združenega kraljestva prve svetovne vojne
Seznam letalskih asov Združenega kraljestva prve svetovne vojne je urejen po doseženih letalskih zmagah.
(Opomba: Pri letalcih, ki niso iz 	Združenega kraljestva, ampak iz Commonwealtha, je to označeno.)

## Seznam
| - William Bishop - 72; Kanada - Raymond Collishaw - 62; Kanada - Edward Mannock - 61(73?) - James McCudden - 57 - A. Beauchamp-Proctor - 54; Republika Južna Afrika - Donald MacLaren - 54; Kanada - Philip F. Fullard - 52(46?) - R. S. Dallas - 51(39?); Avstralija - William Barker - 50(53? 52?); Kanada - G. E. H McElroy - 47(46?); Irska - R. A. Little - 47; Avstralija - Albert Ball - 44(47?) - T. F. Hazell - 41; Irska - J. Gilmour - 40(44?); Škotska - Ira Jones - 40 - A. C. Atkey - 38; Kanada - F. R. McCall - 37; Kanada - William G. Claxton - 36(40?); Kanada - J. S. T. Fall - 36; Kanada - Henry Woollett - 36(35?) - S. M. Kinkead - 35(40?); Republika Južna Afrika - F. G. Quigley - 34 - G. H. Bowman - 32 - A. D. "Nick" Carter - 31; Kanada - J. L. M. White - 31 - M. B. Frew - 30 - S. M. Kinkead - 30 - A. E. McKeever - 30; Kanada - A. H. Cobby - 29 - W. L. Jordon - 29 - J. E. Gurdon - 27 - R. T. C. Hoidge - 27 - H. G. E. Luchford - 27 - W. C. Campbell - 26 - William E. Staton - 26(27?) - K. L. Caldwell - 25 - R. J. O. Compston - 25 - J. Leacroft - 25 - R. A. Mayberry - 25 - J. O. Andrews - 24 - W. E. Shields - 24 - J. S. T. Fall - 23 - A. Hepburn - 23 - D. Latimer - 23 - E. J. K. McLoughry - 23 - A. P. F. Rhys-Davies - 23 - S. W. Rosevear - 23 - H. A. Whistler - 23 - C. D. Booker - 22 - W. J. C. K. Cochrane-Patrick - 22 - R. King - 22 - McK. Thomson - 22 - C. J. Venter - 22 - P. J. Clayson - 21 - G. J. C. Maxwell - 21(27?) - R. P. Minifie - 21 - G. E. Thompson - 21 - D. J. Bell - 20 - T. S. Harrison - 20 - W. L. Harrison - 20 - E. C. Johnston - 20 - C. F. King - 20 - J. J. Malone - 20 - I. D. R. McDonald - 20 - C. M. MacEwen - 20 - G. W. Murlis-Green - 20 - Keith R. Park - 20 - D. A. Stewart - 20 - W. Beaver - 19 - H. B. Bell-Irving - 19 - W. MacLanachan - 19 - S. M. Miles - 19 - H. W. L. Saunders - 19 - A. M. Wilkinson - 19 - L. M. Barlow - 18 - C. F. Collett - 18 - A. K. Cowper - 18 - F. R. Cubbon - 18 - E. Dickson - 18 - A. J. Enstone - 18 - F. L. Hale - 18 - E. V. Reid - 18 - F. A. Thayre - 18 - J. L. Trollope - 18 - W. B. Wood - 18 - J. H. Burden - 17 - G. H. Cock - 17 - L. F. Jenkins - 17 - M. A. Nounhouse - 17 - Edwin Swale - 17 - O. M. Baldwin - 16 - W. Gillette - 16 - C. R. R. Hickey - 16 - H. T. Mellings - 16 - T. P. Middleton - 16 - S. A. Oades - 16 - K. Oxspring - 16 - S. F. Pender - 16 - B. Roxburgh-Smith - 16 - P. C. Carpenter - 15 - M. H. Findley - 15 - R. A. Grosvenor - 15 - H. B. Richardson - 15 - J. H. Tudhope - 15 - W. A. Tyrrel - 15 - C. T. Warman - 15 - M. Galbraith - 14 - G. E. Gibbs - 14 - S. W. Highwood - 14 - F. Libby - 14 - N. F. K. McEwan - 14 - R. T. Mark - 14 - C. P. Brown - 13 - R. A. Delhaye - 13 - J. H. Hedley - 13 - A. G. Jones-Williams - 13 - C. H. R. Lagesse - 13 - N. W. R. Mawle - 13 - G. P. Olley - 13 - H. G. Reeves - 13 - C. G. Ross - 13 - A. J. L. Scott - 13 - F. R. Smith - 13 - O. H. D. Vickers - 13 - L. B. Bennit - 12 - Arthur R. Brown - 13(12?); Kanada - R. W. Chappell - 12 - E. S. Coler - 12 - C. M. Crowe - 12 | - Christopher Draper - 12 - H. F. S. Drewitt - 12 - Alan Gerrard - 12 - F. D. Gillete - 12 - P. Huskinson - 12 - H. P. Lale - 12 - M. E. Mealing - 12 - K. B. Montgomery - 12 - R. H. Mulock - 12 - R. C. Phillips - 12 - L. H. Rochford - 12 - W. A. Southey - 12 - L. T. E. Taplin - 12 - F. D. Travers - 12 - N. W. W. Webb - 12 - J. T. Whittaker - 12 - P. Wilson - 12 - S. Carlin - 11 - R. E. Dodds - 11 - G. B. Gates - 11 - H. A. Hamersley - 11 - S. C. Joseph - 11 - A. C. Kiddie - 11 - K. M. St. C. G. Leaske - 11 - C. N. Lowe - 11 - A. McCudden - 11 - R. W. McKenzie - 11 - N. McMillan - 11 - A. J. Morgan - 11 - W. R. G. Pearson - 11 - A. E. Reed - 11 - W. W. Rogers - 11 - M. D. C. Scott - 11 - J. E. Sharman - 11 - S. F. H. Thompson - 11 - B. E. Baker - 10 - G. B. A. Baker - 10 - C. C. Banks - 10 - A. J. Boswell - 10 - G. L. Graham - 10 - E. T. Hayne - 10 - T. S. Horry - 10 - W. H. Hubbard - 10 - V. Kearley - 10 - D. V. MacGregor - 10 - R. M. Makepeace - 10 - R. F. S. Maudit - 10 - J. W. Pinder - 10 - H. B. Redler - 10 - L. L. Richardson - 10 - T. Rose - 10 - J. Scott - 10 - S. P. Smith - 10 - A. T. B. Tonks - 10 - K. R. Unger - 10 - G. M. Vaucour - 10 - H. G. Watson - 10 - W. L. Wells - 10 - W. E. Young - 10 - C. G. Boothroyd - 9 - D. C. Cunnell - 9 - H. Edwards - 9 - J. C. B. Firth - 9 - J. Fritzmaurice - 9 - T. M. Harries - 9 - Lance Hawker - 9 - J. A. Hone - 9 - W. R. Irwin - 9 - M. R. James - 9 - F. Johnson - 9 - E. J. Lussier - 9 - F. McQuistan - 9 - W. E. G. Mann - 9 - R. Manzer - 9 - J. F. W. Mellersh - 9 - O. J. Rose - 9 - R. M. Ross Smith - 9 - W. Sidebottom - 9 - G. Thomson - 9 - J. Todd - 9 - M. Trevethan - 9 - H. L. Waddington - 9 - E. D. Atkinson - 8 - T. C. R. Baker - 8 - E. B. C. Betts - 8 - B. S. Breadner - 8 - W. H. Brown - 8 - G. W. Bulmer - 8 - H. Daniel - 8 - H. Dolan - 8 - J. O. Donaldson - 8 - A. Dover-Atkinson - 8 - T. Durrant - 8 - J. H. Forman - 8 - C. V. Gardiner - 8 - G. E. Gibbons - 8 - F. Godfrey - 8 - H. K. Goode - 8 - R. I. McGordon - 8 - J. S. Griffith - 8 - J. D. I. Harman - 8 - W. F. J. Harvey - 8 - A. S. Heming - 8 - O. A. P. Heron - 8 - F. Holliday - 8 - D. C. Inglis - 8 - W. S. Jenkins - 8 - K. W. Junor - 8 - Alan Jerrard - 8 - N. Keeble - 8 - D. I. Lamb - 8 - P. A. Langan-Byrne - 8 - C. A. Lewis - 8 - P. A. McDougal - 8 - Alan A. McLeod - 8 - J. A. Mann - 8 - R. L. Manuel - 8 - A. Mussared - 8 - J. E. Nash - 8 - E. C. Pashley - 8 - C. W. Payton - 8 - L. F. Powell - 8 - C. R. Richards - 8 - A. S. Sheperd - 8 - J. W. Warner - 8 - J. B. White - 8 - A. M. Wilkinson - 8 - Sholto Douglas - 6 - Stanley Vincent - 3(2 WWII) |